# Angelika Dubinski
Angelika Dubinski (* 30. Juli 1995 in Georgsmarienhütte) ist eine deutsche Eiskunstläuferin, die im Einzellauf startet.

## Biografie
Angelika Dubinski begann im Alter von fünf Jahren in Osnabrück mit dem Eislaufen. Seit 2007 lebt sie in Berlin und startet für den Berliner Sport-Verein 1892 unter Trainerin Lena Lazarenko. Sie errang bei der Deutschen Nachwuchs Meisterschaft 2012 in Oberstdorf mit 127,94 Punkten den Titel. Durch diese erneute gute Leistung nach dem Gewinn der NRW Trophy 2011 konnte sie sich für die Junioren-Weltmeisterschaft 2012 in Minsk, Belarus qualifizieren, wo sie den 28. Platz belegte.

## Ergebnisse
| Juniorenweltmeisterschaften |        |       | 28.    |
| Deutsche Meisterschaften    | 12. J. | 7. J. | 1. J.  |
| NRW Trophy                  | 4. J.  | 5. J. | 1. J.  |
| Mont Blanc Trophy           |        | 6. J. |        |
| ISU JGP Brasov Cup          |        |       | 16. J. |
| J = Junioren                |        |       |        |